# Combinatieschrijfhaak

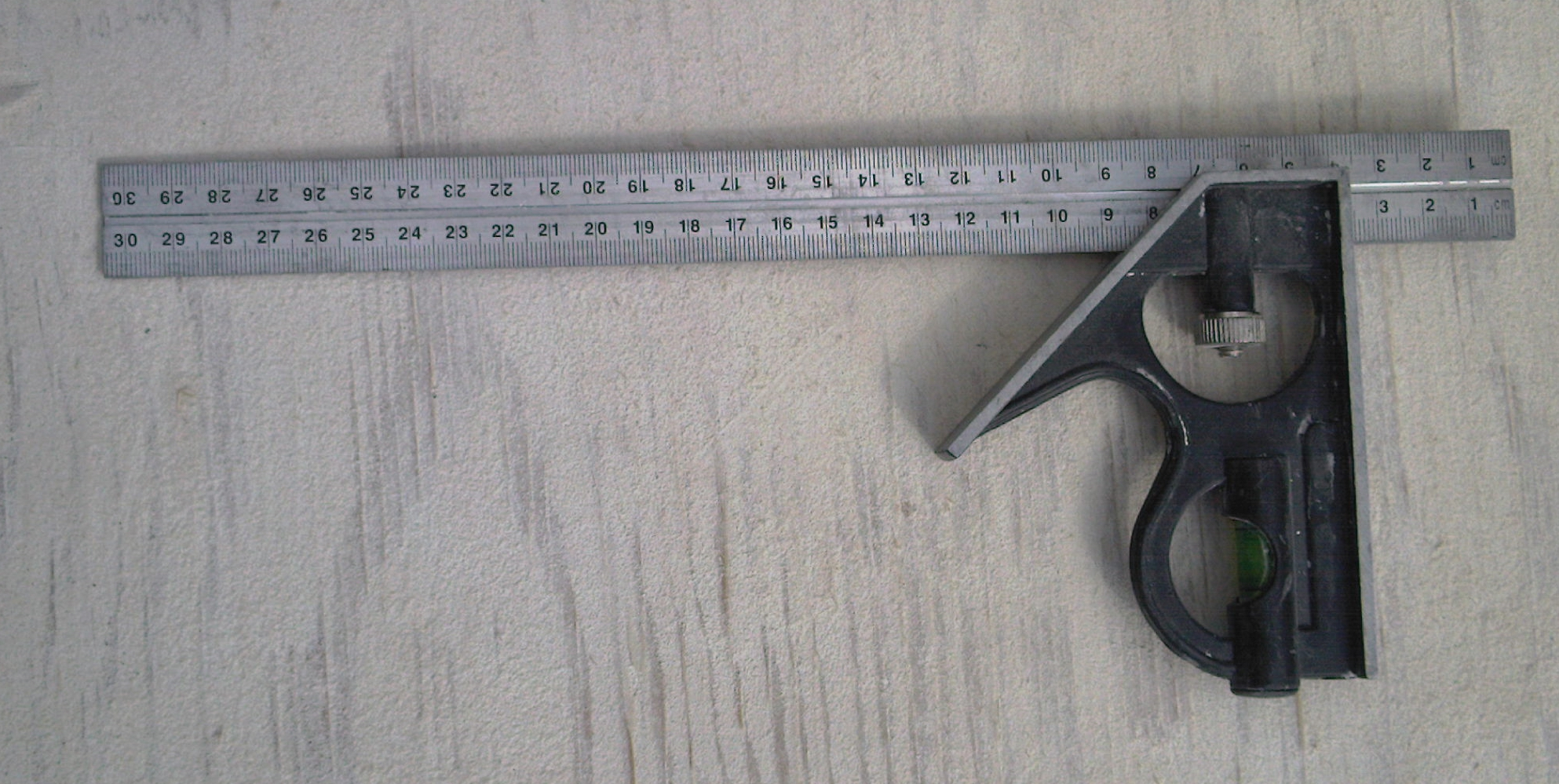
Combinatieschrijfhaak

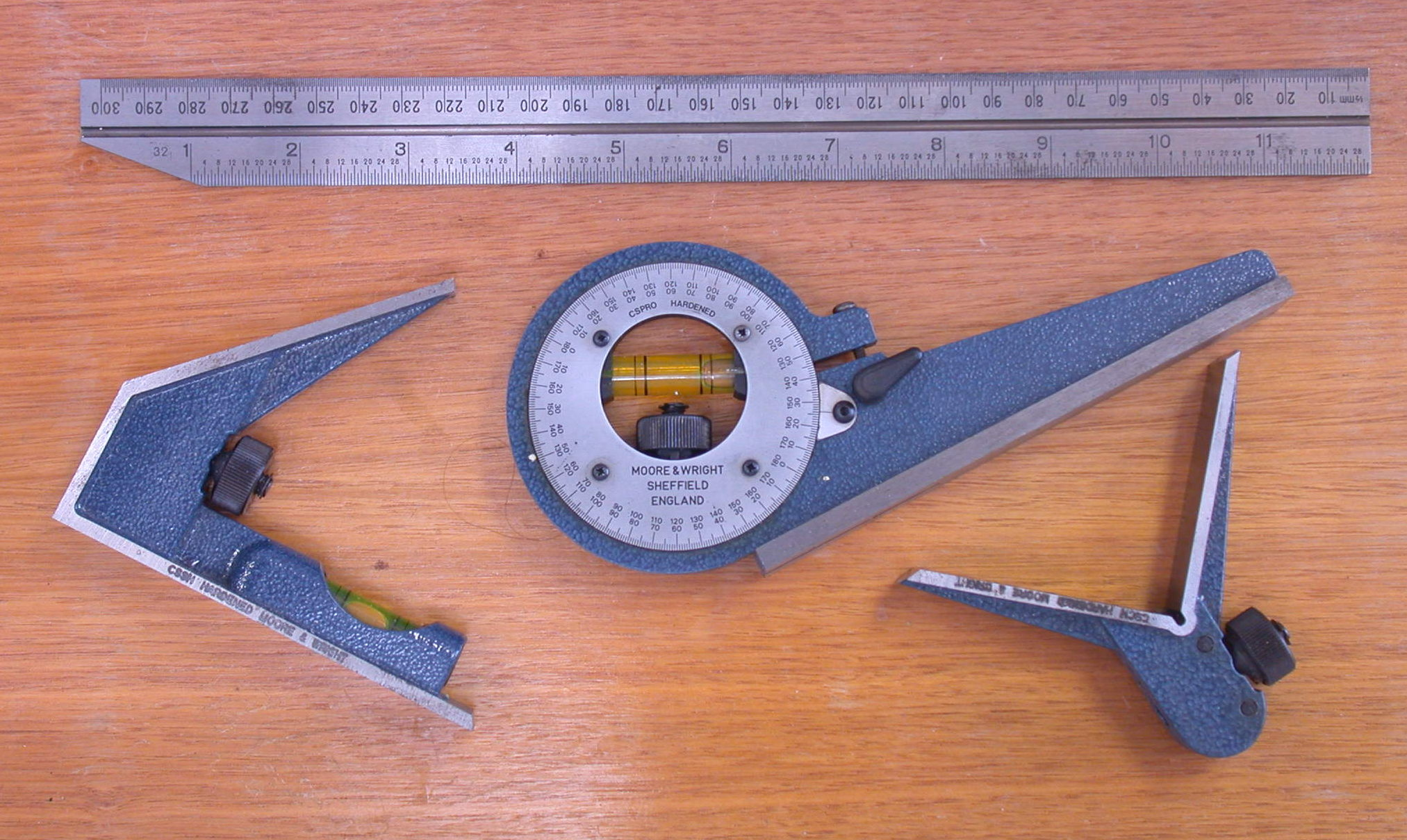
Combinatieschrijfhaak

Een combinatieschrijfhaak  is een meet- en tekengereedschap, samengesteld uit een stalen liniaal en een hieraan te bevestigen haakse aanslagbalk; soms bestaat deze set uit een aantal aanslagbalken met verschillende functies. 
De combinatieschrijfhaak is zo samengesteld, dat balk en blad ten opzichte van elkaar te verschuiven en te fixeren zijn. Zo ontstaan de volgende mogelijkheden:
- afschrijven en controleren van verstekken 90 graden;
- afschrijven en controleren van verstekken 45 graden;
- opnemen en afschrijven van diepten, met behulp van de millimeter-maatverdeling;
- gebruik als waterpas, indien een libel is ingebouwd.

Aangezien schrijfhaak een wat ongebruikelijke naam voor een blokhaak is, wordt hier meestal een dubbele zweihaak als combinatiezwei mee bedoeld, dit in tegenstelling tot de platte schrijfhaak of de verstekhaak. De combinatiezwei-haak bestaat als dubbele zwei uit drie stalen bladen, waarvan er twee onderling in een spleet verschuifbaar zijn, verbonden door schroeven met kantelmoeren.
Men kan door supplementaire hoeken in te stellen, behalve de juiste hoek ook de correcte diameter vaststellen. Er zijn meerdere varianten beschikbaar.